# Timothée Ahoua N'Guetta
Timothée Ahoua N'Guetta, est un homme politique de Côte d'Ivoire, né le 25 avril 1931 à Aboisso. 
Il est membre du Parti démocratique de Côte d'Ivoire et ministre d'État chargé des relations avec les Institutions sous la présidence de Henri Konan Bédié.
Membre fondateur du Congrès national de la résistance pour la démocratie, il se rapprocha de ce dernier qui le nomma membre du Conseil constitutionnel en 2006.
Il est Premier ministre par intérim du 3 au 5 juillet 1996.